# Filmprojector

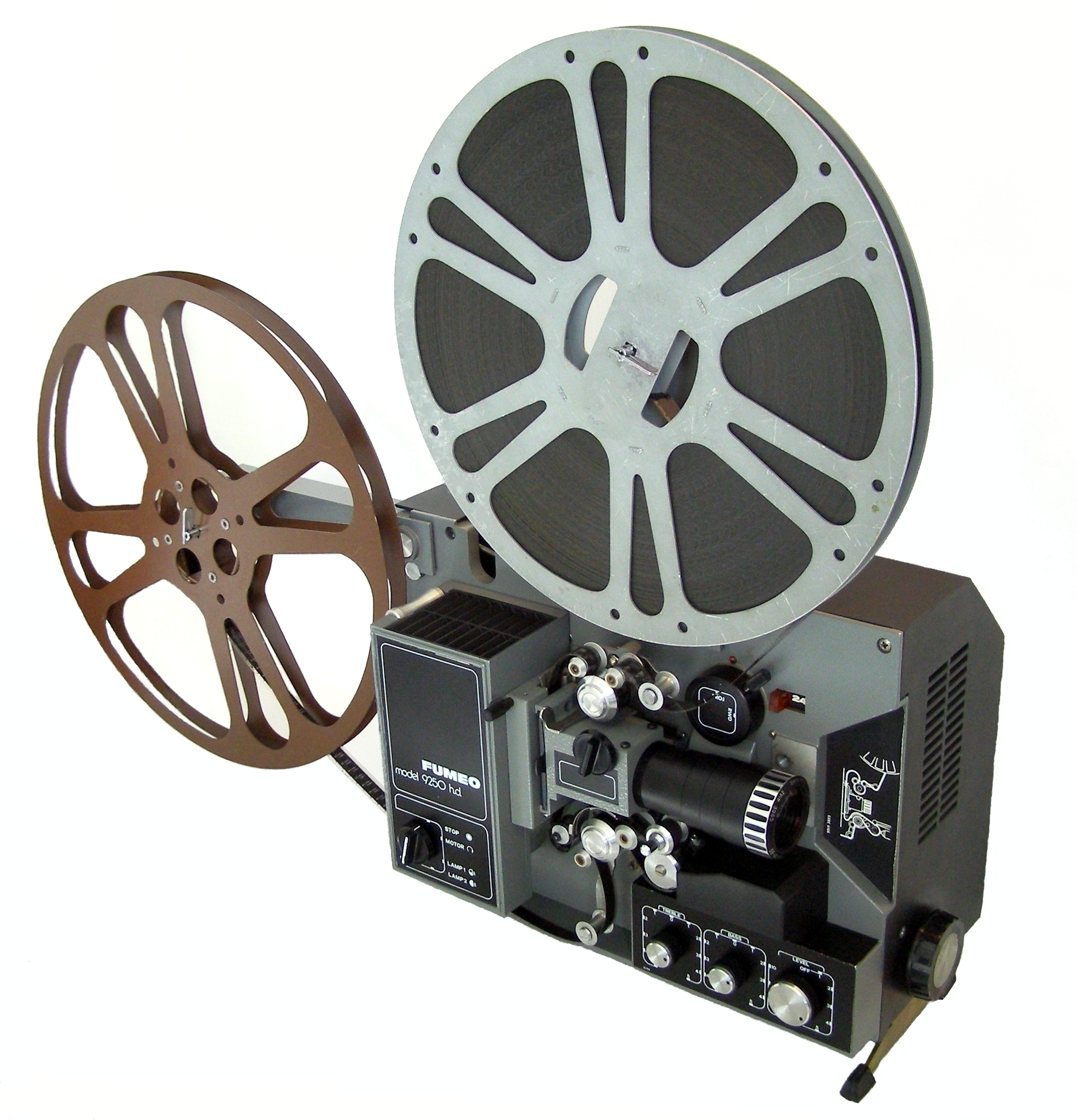
De Fumeo 9250, een 16mm-filmprojector uit de jaren zeventig

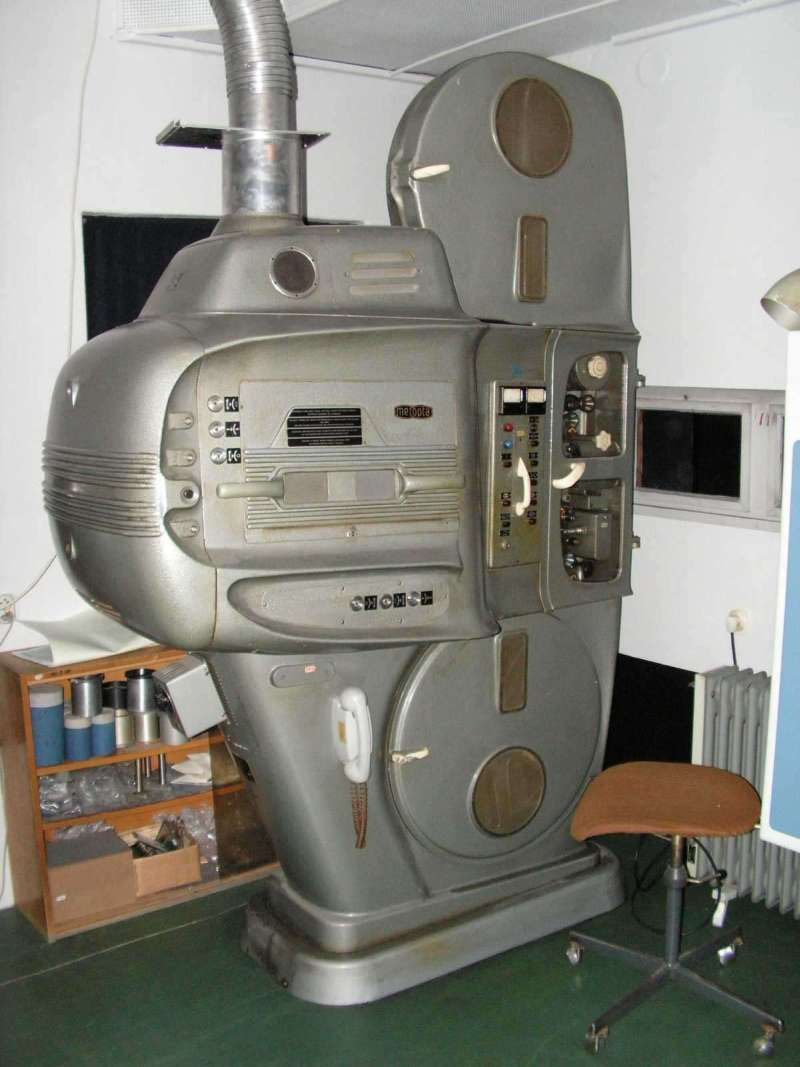
Een Meopton UM 70/35-projector voor 70- en 35mm-film (1969)

Een filmprojector is een optisch apparaat om bewegende afbeeldingen op doorzichtig materiaal, een film, te projecteren op een doek. Een projector bestaat uit een lamp, een aantal lenzen, een vlinder en een mechaniek om de filmrol te transporteren. De vlinder loopt synchroon met het aantal beeldjes per seconde.
Door de opkomst van digitale cinematechnieken zijn rond 2010 de meeste bioscopen overgestapt van filmprojectors naar speciale videoprojectors. 

## Techniek
De film bestaat uit een aantal beeldjes op een strook. Het beeldje dat geprojecteerd wordt, moet tijdens de projectie stilstaan in het aandrukvenster. Daarna wordt het filmbeeld even verduisterd en wordt de film door het transportmechanisme (grijper of maltezerkruismechanisme) een beeldje opgeschoven. De film beweegt dus schoksgewijs. Voor een ononderbroken aan- en afvoer van de film zorgen twee sprockets (getande wieltjes) boven en onder het aandrukvenster.
Bij de goedkopere projectoren ontbraken vaak de sprockets; de grijper moest al het werk doen en de film sleet veel sneller. Sommige merken (Eumig) gebruikten rubberen rollen.
Voor het verduisteren tijdens het transport wordt een vlinder gebruikt, dat is een ronddraaiend wiel met gaten of een soort propeller met twee of drie bladen. Moderne projectoren hebben een snel knipperende lamp. Door de luiheid van onze ogen zien wij de film als een ononderbroken geheel.
Het aantal beeldjes per seconde was oorspronkelijk 16. Tegenwoordig is dat 18 (stomme film) of 24 (geluidsfilm).
Bioscoopprojectoren staan meestal veel hoger opgesteld dan het midden van het scherm. Om toch zonder vertekend beeld scherp te kunnen projecteren, gebruiken zij gewoonlijk een verticaal verschuifbaar objectief, om aan het Scheimpflug-principe te kunnen voldoen, zodat er een onthoekt beeld kan worden geprojecteerd dat over het gehele oppervlak scherp is.

## Optiek
Het licht van de lichtbron wordt met behulp van een condensor gelijkmatig over het te projecteren filmbeeldje verdeeld.
Vooraan in de projector is er een objectief geplaatst. De brandpuntsafstand van het objectief is afhankelijk van de afstand tussen de projector en de wand of het scherm. Dit objectief wordt tevens gebruikt voor de noodzakelijke scherpte-instelling.

## Geluidsfilm
Hierbij bevindt zich op een vaste beeldafstand van het aandrukvenster een aftastmechanisme voor een optische of magnetische geluidsstrook naast het filmbeeld.

## Filmformaten
- 8 mm (dubbel 8, een in tweeën gesplitste 16mm-filmstrook)
- Super 8 (met kleinere perforatie en beduidend groter beeld)
- 9,5 mm (Pathé)
- 16 mm
- 35 mm
- 70 mm